# 넥스트 일레븐

넥스트 일레븐

넥스트 일레븐(Next Eleven, N-11)은 미국의 투자 은행인 골드만삭스가 선정한 성장 잠재력이 높은 국가들이다. 브릭스 국가들 다음으로 세계 경제를 이끌어갈 국가들이라는 뜻에서 '넥스트'(Next)라는 명칭이 붙었다. 특히 그중에서도 기대치가 높은  개발도상국들인 멕시코, 인도네시아, 선진국 분류 된 대한민국, 터키 4개국을 따로 추려 앞 글자를 따 믹트(MIKT)라는 신조어도 나왔다.

## 넥스트 일레븐 목록

### 선진국
- 대한민국: (선진국, 아시아 태평양 경제협력체(APEC), G20 주요 경제국 회원, 경제 협력 개발 기구(OECD) 회원, 개발원조위원회(DAC) 회원, 개발도상국,신흥공업국은  가입불가능한  파리클럽 회원국

### 신흥공업국
- 필리핀: (신흥공업국, 아시아 태평양 경제협력체(APEC), G20 개발도상국)
- 터키: (신흥공업국, 유럽 관세 동맹, G20 주요 경제국 회원, 경제 협력 개발 기구(OECD) 회원)
- 멕시코: (신흥공업국, 북미 무역 자유 협정 (NAFTA), G8+5, G20 주요 경제국 회원, 경제 협력 개발 기구(OECD) 회원)

### 개발도상국
- 이집트: (개발도상국, 아랍 연맹, 유럽 이웃 정책(ENP), 동남부 아프리카 공동 시장(COMESA), G20 개발도상국 회원)
- 인도네시아: (개발도상국, G20 주요 경제국, 아시아 태평양 경제협력체(APEC), 신흥 주식시장, 동남아시아 국가연합(ASEAN) 회원)
- 나이지리아: (개발도상국, G20 개발도상국 회원)
- 파키스탄: (개발도상국, G20 개발도상국 회원, 남아시아 지역 협력 연합(SAARC), 후진 8개국 모임)
- 이란: (개발도상국, 석유 수출국 기구(OPEC) 회원, 경제협력기구(ECO) 회원, 후진 8개국 모임, G15 회원)
- 베트남: (개발도상국, 아시아 태평양 경제협력체(APEC), 동남아시아 국가연합(ASEAN) 회원)

### 최빈국
- 방글라데시: (개발도상국, 후진 8개국 모임, 남아시아 지역 협력 연합(SAARC))

## 같이 보기
- 개발도상국
- 브릭스
- 믹트
- 선진국
- 신흥공업국
- 후진국
- G20 주요경제국
- G20 개발도상국